# Ноний Атик
Ноний Атик Максим (на латински: Nonius Atticus Maximus) е политик на Римската империя през края на 4 век.
Атик е преториански префект на Италия през 383 – 384 г. През 397 г. той е консул на Запада, а колегата му Флавий Цезарий e консул на Изтока.